# Daiotyla
Daiotyla – rodzaj roślin z rodziny storczykowatych (Orchidaceae). Obejmuje 5 gatunków. Rośliny występujące w Ameryce Południowej (w Kolumbii) i Ameryce Środkowej (w Kostaryce oraz Panamie).

## Systematyka
Rodzaj sklasyfikowany do podplemienia Zygopetalinae w plemieniu Cymbidieae, podrodzina epidendronowe (Epidendroideae), rodzina storczykowate (Orchidaceae), rząd szparagowce (Asparagales) w obrębie roślin jednoliściennych.
Wykaz gatunków
- Daiotyla albicans (Rolfe) Dressler
- Daiotyla crassa (Dressler) Dressler
- Daiotyla maculata (Garay) Dressler
- Daiotyla rhodotyla Pupulin
- Daiotyla xanthina Pupulin & Dressler